# Szkoła (tygodnik)
Szkoła – tygodnik ukazujący się na przełomie XIX/XX wieku.
Tygodnik „Szkoła” był wydawany we Lwowie jako organ prasowy Polskiego Towarzystwa Pedagogicznego.
Na początku XX wieku czasopismo wydawano z adnotacją: tygodnik poświęcony sprawom wychowania w ogólności, a w szczególności szkolnictwu ludowemu.